# St. Leonhard (Penk)

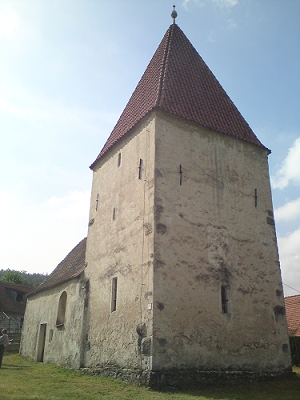
Kirche St. Leonhard (Penk)

Die Kirche St. Leonhard in Penk ist eine der ältesten stehenden Landkirchen in Deutschland. Penk liegt im Unteren Naabtal im Landkreis Regensburg. Archäologische und bauhistorische Untersuchungen ergaben 2013, dass die erste Steinkirche um das Jahr 900 erbaut wurde. Aus dieser Zeit stammt der noch heute fast vollständig erhaltene Saal der Kirche. Um 1423 wurde die bis dahin bestehende Apsis der Kirche durch einen mächtigen Chorturm ersetzt, der das Erscheinungsbild der Kirche noch heute prägt. Dem ersten steinernen Kirchenbau gingen wahrscheinlich zwei hölzerne Bauwerke des späten 8./9. Jahrhunderts voraus, von dem zumindest der jüngere Bau sicher als Kirche zu deuten ist. Wahrscheinlich war Penk im frühen und hohen Mittelalter der Mittelpunkt einer zunächst königlichen oder gräflichen, später dann bischöflichen Grundherrschaft, an der ein Richter im Bereich der niederen Gerichtsbarkeit Recht sprach. Dies könnte den Ortsnamen erklären, da „Penk“ mit „Bank“ zu übersetzen ist und somit im Sinne von „Gerichtsbank“ zu deuten sein könnte. Die Kirche wird zurzeit denkmalgerecht saniert und in der Zukunft als Kulturraum der Kirchenverwaltung Pielenhofen genutzt werden.

## Besonderheiten
Im Gegensatz zur landläufigen Meinung, es handele sich bei St. Leonhard um eine Wehrkirche, hat das Kirchlein niemals eine echte Wehrfunktion erfüllt und wurde auch nicht als Wehrkirche konzipiert. Es handelt sich vielmehr in der ersten Steinbauphase um eine kleine steinerne Saalkirche mit omegaförmiger Apsis als Chor, die zu Beginn des 15. Jahrhunderts durch das Hinzufügen eines proportional überdimensionierten Chorturms zu einer Chorturmkirche umgebaut wurde. Gotische Chorturmkirchen sind in der Oberpfalz nördlich von Regensburg eine verbreitete Bauform. Die oftmals als Schießscharten charakterisierten Öffnungen im Turm der Penker Kirche sind Schlitzfenster zur Beleuchtung bzw. Durchlüftung des Turms. Das Leonhardspatrozinium wurde der Kirche wohl erst nach Übernahme der Kirche und des Orts durch das benachbarte Kloster Pielenhofen verliehen, um in Penk eine bäuerliche Wallfahrt zu installieren. Das ursprüngliche, frühmittelalterliche Patrozinium ist unbekannt.
Zu ihrem Inventar gehören Kunstwerke aus mehreren Jahrhunderten, darunter ein gotisches Kruzifix, eine rosenverzierte Sakramentsnische aus dem Spätmittelalter, ein Opferstock aus dem Frühbarock, sowie ein Altar aus dem späten Barock. Auf diesem ist unter anderem der Schutzpatron der Kirche, St. Leonhard zu sehen. In der Kirche gibt es einen Kreuzweg auf 14 Blechtafeln gemalt. Bei Ausgrabungen wurden etwa 60 Votivgaben – geschmiedete Eisenfiguren – gefunden.

## Förderverein „Penker Kircherl“ e.V.
Um dem Verfall der Kirche entgegenzuwirken, hat sich am 13. Mai 2009 der Förderverein „Penker Kircherl“ gegründet. Sein Zweck ist „… die Förderung des Denkmalschutzes und der Denkmalpflege, von Kunst und Kultur und der Religion durch ideelle und materielle Unterstützung für die Erhaltung der Kirche St. Leonhard in Penk (Penker Kircherl), die im Eigentum der katholischen Pfarrkirchenstiftung Pielenhofen steht. Vor allem soll die dringend anstehende Sanierung gefördert werden. Die Sanierung soll verwirklicht werden, durch ideelle und materielle Unterstützung der Maßnahme.“ (Auszug aus der Satzung des Vereins).
Insgesamt müssen für die Sanierung ca. 500.000,- Euro aufgebracht werden.